# Campionat del món de futbol no oficial
El Campionat del Món de futbol no oficials (UFWC) és una forma informal de calcular el millor equip de futbol d'associació internacional del món, utilitzant un sistema de títols per eliminatòria similar al que s'utilitza en la boxa professional. La UFWC va ser formalitzada pels col·laboradors del Rec. Esport. Soccer Statistics Foundation (RSSSF) el 2002 i publicat pel periodista anglès Paul Brown en un article de FourFourTwo del 2003. Brown va crear una pàgina web per a la UFWC, i tant aquesta com la RSSSF van fer un seguiment de la progressió del campionat.
El títol l'ostenta actualment Suècia que el va guanyar a Algèria el 10 de juny de 2025.

## Origen
La idea va sorgir originalment d'alguns aficionats d'Escòcia i seccions dels mitjans de comunicació que van afirmar en broma que quan van vèncer Anglaterra (que havia guanyat la Copa del Món de 1966 ) en un partit del campionat britànic a casa el 15 d'abril de 1967, la primera derrota d'Anglaterra després de la seva victòria a la Copa del Món de la FIFA, van ser els "campions del món no oficials".
El 2002, els estadístics de futbol James Allnutt, Paul Crankshaw, Jostein Nygård i Roberto Di Maggio van definir les regles de la UFWC, van traçar el seu llinatge i el van publicar al Rec. Esport. Lloc web de la Soccer Statistics Foundation. L'any següent, el periodista autònom Paul Brown va escriure un article sobre la UFWC a la revista de futbol FourFourTwo. El 2011, Brown va escriure un llibre sobre el tema. Brown també va crear el lloc web del campionat que fa un seguiment de la seva progressió.
La UFWC no té relació amb la FIFA, ni té cap mena de suport oficial.

## Normes
- El primer equip que va guanyar un partit de futbol internacional va ser declarat primer campió del món de futbol no oficial.
  - Aquesta va ser Anglaterra, que va derrotar Escòcia per 4-2 el 1873 en el segon partit internacional complet, el primer el 1872 va acabar amb empat 0-0 entre les mateixes dues nacions.[9]
- El següent partit internacional complet ( partit internacional 'A' ) en què participen el titular del títol es considera un partit per títol, i els guanyadors s'emporten el títol. [ α ]
  - En cas que un partit pel títol sigui un empat, els actuals titulars del títol segueixen sent campions.
- Els partits pel títol de la UFWC es decideixen pel seu resultat final, inclòs la pròrroga i els penals. [ β ][10]
- Els partits per títol es disputen d'acord amb les normes de l'òrgan de govern pel qual són sancionats.

## Seguiment del campionat
Si bé el Campionat del Món de Futbol no oficial es va inventar l'any 2002, les regles són tals que els resultats s'analitzen retrospectivament per determinar el llinatge teòric dels campions des dels primers partits internacionals. Al lloc web de la UFWC es manté una llista completa de resultats de tots els partits del campionat.

### Primers futbol internacionals
El primer partit internacional reconegut per la FIFA va ser un empat 0-0 entre Anglaterra i Escòcia, el 30 de novembre de 1872 a Hamilton Crescent. Així, el Campionat del Món no oficial va romandre vacant fins que els mateixos dos equips es van tornar a trobar a l' Oval de Kennington el 8 de març de 1873. Anglaterra va guanyar 4–2, i per tant es considera que es va convertir en el primer Campió del Món de futbol no oficial.
El primer futbol internacional es va limitar gairebé completament a les illes britàniques. Gal·les va entrar a la "competició" de la UFWC el 1876, celebrant-la per primera vegada el 1907, i Irlanda (l'equip que representa l'Associació Irlandesa de Futbol amb seu a Belfast, posteriorment coneguda com a Irlanda del Nord ) el 1882, va registrar per primera vegada una victòria de la UFWC el 1927. El títol de la UFWC es va intercanviar diverses vegades entre els equips britànics durant aquest període, i va ser competit per primera vegada per un equip no britànic de les Illes el 1909, quan Anglaterra va derrotar Hongria a Budapest.
Cap dels equips britànics va competir a les Copes del Món de 1930, 1934 o 1938 i, a més, la Primera i la Segona Guerra Mundial van dificultar encara més el procés de globalització del futbol.

### 1930-2000
Va ser el 1931 quan el títol va sortir per primera vegada fora de les Illes Britàniques, a Àustria en el seu tercer intent amb una victòria per 5-0 sobre Escòcia. Van mantenir el títol fins al 7 de desembre de 1932 quan van perdre 4–3 davant Anglaterra a Stamford Bridge, i durant els darrers mesos de la dècada va ser ostentat per aquests quatre equips. A la dècada de 1940, el títol va ser aconseguit per equips continentals, en particular aquells que representaven les potències de l'Eix i països neutrals durant la Segona Guerra Mundial, però va ser recuperat per Anglaterra a temps per al Mundial de 1950. Aquí, en un resultat impactant, van perdre davant els Estats Units en un dels majors trasbals de la història ; va ser la primera aventura del títol a les Amèriques, i es va quedar allà perquè Xile el va prendre immediatament amb la seva victòria en l'últim partit de la fase de grups que no va ser suficient per classificar-se per a les etapes posteriors. Això va fer que l'any 1950 fos el primer Mundial on es jugava el títol i no va ser pels guanyadors. Va romandre a les Amèriques durant els 16 anys següents menys un.

Confederacions de futbol del món

Durant aquest temps, es va incloure el regnat de quatre dies de les Antilles Holandeses, que va vèncer a Mèxic per 2-1 en un partit del Campionat de la CONCACAF per convertir-se en el país més petit que mai ha tingut el títol.
La UFWC va tornar a Europa a temps per a la Copa del Món de la FIFA de 1966 amb la Unió Soviètica. Van perdre el campionat a la semifinal davant Alemanya Occidental, que va perdre la final davant Anglaterra. L'any següent, el partit Anglaterra contra Escòcia de 1967, que va donar lloc per primera vegada a la idea d'un campionat mundial no oficial, va ser realment un partit pel títol de la UFWC. Amb la victòria d'Alemanya Occidental sobre Holanda a la final de la Copa del Món de 1974, Alemanya Occidental es va convertir en el primer equip que va celebrar la Copa del Món, el Campionat d'Europa i la UFWC alhora. El títol es va mantenir a Europa fins al 1978, quan el va guanyarl'Argentina, guanyadora del Mundial de 1978. Va romandre a Sud-amèrica fins al Mundial de 1982 on el Perú va perdre davant Polònia. L'UFWC va romandre a Europa durant els següents deu anys, llevat d'un any a l'Argentina.
L'any 1992, el títol va tornar als Estats Units i després va ser celebrat per un partit per Austràlia, abans de passar per diverses nacions sud-americanes, de tornada a Europa i als seus primers titulars asiàtics, Corea del Sud, que va derrotar Colòmbia a la semifinal de la Copa Carlsberg de 1995. Els coreans van perdre el títol davant la FR Iugoslàvia en el seu següent partit, i la UFWC va romandre a Europa fins al març de 1998, quan Alemanya el va perdre contra el Brasil en un amistós. Després, l'Argentina va derrotar el Brasil en un amistós per portar la UFWC a la Copa del Món de 1998, on França va repetir la gesta de l'Argentina de 1978 amb el títol en guanyar la Copa del Món a casa, guanyant Brasil per 3-0 a la final.

### 2000–2010
Després de vèncer Alemanya a la fase de grups a la UEFA Euro 2000, Anglaterra es va endur el títol per darrera vegada fins avui, abans de perdre amb Romania en el següent partit. França i Espanya van gaudir de moments com a campions abans que els Països Baixos guanyessin el títol el març del 2002. Com que els holandesos no s'havien aconseguit classificar per a la Copa del Món de 2002, la UFWC, inusualment, no estava en joc a la Copa del Món oficial. Els Països Baixos van conservar el títol fins al 10 de setembre de 2003, quan van perdre una eliminatòria per a l'Eurocopa 2004 per 3-1 davant la República Txeca.
Els txecs van defensar el seu títol unes quantes vegades, abans de perdre-lo davant la República d'Irlanda en un amistós gràcies a un gol guanyador a l'última hora de Robbie Keane. Aleshores, el títol va ser per a una nació africana per primera vegada, ja que el va perdre davant Nigèria. Angola va guanyar i va mantenir aquest títol fins a finals de 2004 i principis de 2005. Aleshores van ser derrotats per Zimbabwe (en un partit que es va triplicar com a eliminatòria per a la Copa del Món i com a eliminatòria per a les nacions africanes), que va mantenir el títol durant sis mesos abans que Nigèria el tornés a guanyar l'octubre de 2005. Nigèria va ser derrotada per Romania, que la va perdre davant l'Uruguai en sis mesos. L'Uruguai es va convertir en l'equip millor classificat en ostentar el títol des del 2004, però la seva manca de classificació per a la final de la Copa del Món va fer que, per segona vegada consecutiva, el títol no oficial no estigués disponible als campionats oficials.
El títol va ser retornat a Europa per Geòrgia el 15 de novembre de 2006, amb els dos gols marcats per Levan Kobiashvili en una victòria per 2-0. Van perdre el títol davant l'equip millor classificat de la UFWC de tots els temps, Escòcia, el 24 de març de 2007, gairebé quaranta anys des que Escòcia havia guanyat el títol per última vegada. Només quatre dies després, Escòcia va concedir el títol per 2-0 a Itàlia, i el títol va passar per les mans d'Hongria dues vegades, Turquia, Grècia i Suècia abans de ser reclamat pels Països Baixos, que finalment van perdre el títol amb Espanya a la final de la Copa del Món de 2010 després d'una defensa més exitosa que qualsevol altra final de la FIFA. 21.

### 2010–2018
L'estada europea del títol va acabar quan l'Argentina va guanyar Espanya per 4-1 en un amistós de setembre de 2010 i, després de vèncer els argentins en un amistós, Japó va portar el títol a la Copa Asiàtica per primera vegada el 2011, i es va mantenir invicte durant tot el torneig. Les defenses programades del títol es van cancel·lar després del terratrèmol i el tsunami de 2011, i van mantenir el títol durant més d'un any abans de cedir-lo a Corea del Nord, ocupa el lloc 124 del món per la FIFA, la classificació més baixa d'un campió de la UFWC des que es va introduir el rànquing l'any 1993. Corea del Nord va continuar mantenint el títol durant la seva exitosa campanya a l' AFC Challenge Cup de 2012, on les nacions de baix rang Filipines, Tadjikistan, Índia, Palestina, i Turkmenistan van desafiar, l'últim dels quals gairebé el va aconseguir. El regnat de Corea del Nord va ser memorable pel fet que tants equips de baix rang van desafiar a ser titulars de la corona, així com l'esmentada AFC Challenge Cup, nacions de baix rang que van competir a la segona ronda preliminar de la Copa d'Àsia Oriental de l'EAFF 2013, com ara Kuwait, Indonèsia, Xina Taipei, Guam i Hong Kong van intentar, sense èxit, treure el títol a Corea del Nord.
El títol finalment va ser agafat de Corea del Nord per Suècia a la Copa del Rei de 2013, un resultat no registrat com a internacional complet per la FIFA, però tanmateix considerat vàlid pel lloc web de la UFWC. En un amistós al febrer, Suècia va ser derrotada per l'Argentina que es va emportar el títol a Sud-amèrica. A l'octubre, l'Argentina va perdre una eliminatòria per a la Copa del Món de la FIFA davant l'Uruguai.
L'Uruguai va portar la UFWC al Grup D de la Copa del Món de la FIFA 2014. Durant la fase de grups, una Anglaterra ja eliminada va desafiar a Costa Rica per la UFWC en el seu tercer partit de la fase de grups i la UFWC va ser plantejada com un possible premi de consolació a la premsa britànica, però el partit va ser empatat i Costa Rica va portar la UFWC a la fase eliminatòria. La UFWC i la Copa del Món estaven "unificades", amb Alemanya assegurant tots dos a la final.
Poc després de la Copa del Món, la subcampiona Argentina va vèncer a Alemanya en un amistós per reclamar el títol de la UFWC. Aquest regnat va acabar un partit més tard, quan Brasil va guanyar el títol de la UFWC després de guanyar el Superclásico de las Américas 2014.
El Brasil va mantenir el títol per portar-lo a la Copa Amèrica 2015, on va acabar amb el guanyador del torneig Xile. Xile va perdre el títol davant l'Uruguai que el va portar a la Copa Amèrica Centenari, però el va recuperar abans de guanyar el torneig. La UFWC es va intercanviar entre els equips de la CONMEBOL durant la classificació per a la Copa del Món de la FIFA 2018 i es va mantenir a Amèrica del Sud tot i ser disputada per equips externs durant l'exitosa campanya de la Copa de la Xina 2017 de Xile. Finalment, el Perú va portar el campionat a la Copa del Món de la FIFA 2018, on el títol va acabar amb els vencedors del torneig França.

### 2018-present
Durant els quatre anys següents, el títol es va intercanviar entre equips de la UEFA, inclosos els Països Baixos, Alemanya, Itàlia, Espanya, França i Dinamarca, amb la majoria dels partits de classificació per a l'Eurocopa 2020, la UEFA Nations League i la Copa del Món de 2022. Pel que fa al nombre de defenses consecutives del títol, la ratxa 2020-2021 d'Itàlia, que va incloure la seva campanya victoriosa a la UEFA Euro 2020, va ser la conjunta més llarga de la història de la UFWC (empat amb els Països Baixos el 2008-2010).
Croàcia va portar el títol a la Copa del Món de la FIFA 2022, que va acabar en mans del vencedor Argentina, que va romandre invicte durant gairebé un any abans de perdre el títol davant l'Uruguai durant la classificació per a la Copa del Món el 2023. Després, el títol va tornar a l'Àfrica després que Costa d'Ivori, campiona de la Copa d'Àfrica de Nacions del 2023, se l'emportés de l'Uruguai. El 15 d'octubre de 2024, Sierra Leone, que en aquell moment ocupava el lloc 125 del món, va derrotar a Costa d'Ivori, convertint-se en l'equip amb menys rànquing en ser Campions del Món no oficials. El 27 d'octubre, Sierra Leone va perdre davant Libèria, que ocupa la 149a posició, que al seu torn es va convertir en la campiona del món no oficial i l'equip amb menys rànquing que ostentava el títol.

## Rànquings de tots els temps
El lloc web de la UFWC va mantenir una taula de classificació d'equips de tots els temps, ordenada per nombre de partits de campionat guanyats. A causa principalment dels seus èxits en els primers anys del futbol internacional, on la competició es limitava gairebé completament a les Illes Britàniques, l'equip millor classificat és Escòcia.
| Rànking | Selecció         | UFWC partits jugats | UFWC partits guanyats | UFWC darrer cop   |
| ------- | ---------------- | ------------------- | --------------------- | ----------------- |
| 1       | Escòcia          | 149                 | 86                    | 28 March 2007     |
| 2       | Anglaterra       | 146                 | 73                    | 20 June 2000      |
| 3       | Argentina        | 116                 | 72                    | 16 November 2023  |
| 4       | Països Baixos    | 96                  | 58                    | 7 September 2020  |
| 5       | Itàlia           | 79                  | 45                    | 6 October 2021    |
| 6       | Rússia           | 64                  | 41                    | 23 February 2000  |
| 7       | Brasil           | 72                  | 38                    | 17 June 2015      |
| 8       | França           | 67                  | 33                    | 3 June 2022       |
| 9       | Alemanya         | 69                  | 31                    | 6 September 2019  |
| 10      | Suècia           | 47                  | 29                    | actuals campions  |
| 11      | Uruguai          | 68                  | 28                    | 26 March 2024     |
| 12      | Xile             | 49                  | 21                    | 23 March 2017     |
| 13      | Espanya          | 34                  | 18                    | 10 October 2021   |
| 14      | Hongria          | 47                  | 17                    | 10 September 2008 |
| 15      | Txèquia          | 38                  | 15                    | 31 March 2004     |
| 16      | Perú             | 42                  | 14                    | 16 June 2018      |
| 17      | Àustria          | 38                  | 12                    | 16 June 1968      |
| 17      | Gal·les          | 70                  | 12                    | 14 September 1988 |
| 19      | Croàcia          | 22                  | 11                    | 13 December 2022  |
| 19      | Grècia           | 24                  | 11                    | 24 May 2008       |
| 19      | Japó             | 24                  | 11                    | 15 November 2011  |
| 22      | Corea del Nord   | 16                  | 10                    | 23 January 2013   |
| 22      | Suïssa           | 35                  | 10                    | 26 June 1994      |
| 24      | Colòmbia         | 32                  | 9                     | 26 June 2015      |
| 25      | Bolívia          | 20                  | 8                     | 31 August 2017    |
| 25      | Costa Rica       | 13                  | 8                     | 5 July 2014       |
| 25      | Paraguai         | 32                  | 8                     | 6 September 2016  |
| 25      | Romania          | 25                  | 8                     | 23 May 2006       |
| 29      | Angola           | 10                  | 7                     | 27 March 2005     |
| 29      | Zimbàbue         | 11                  | 7                     | 8 October 2005    |
| 31      | Bulgària         | 22                  | 6                     | 4 September 1985  |
| 31      | Dinamarca        | 25                  | 6                     | 10 June 2022      |
| 33      | Bèlgica          | 20                  | 5                     | 17 January 1990   |
| 33      | Costa d'Ivori    | 9                   | 5                     | 15 October 2024   |
| 33      | Irlanda del Nord | 64                  | 5                     | 14 October 1933   |
| 33      | Sèrbia           | 18                  | 5                     | 31 May 1995       |
| 33      | Algèria          | 10                  | 5                     | 9 de juny de 2025 |
| 37      | Nigèria          | 7                   | 4                     | 16 November 2005  |
| 37      | Polònia          | 21                  | 4                     | 7 May 1989        |
| 39      | Mèxic            | 18                  | 3                     | 18 June 2016      |
| 39      | Irlanda          | 9                   | 3                     | 29 May 2004       |
| 41      | Equador          | 16                  | 2                     | 22 August 1965    |
| 41      | Geòrgia          | 4                   | 2                     | 24 March 2007     |
| 41      | Libèria          | 4                   | 2                     | 17 November 2024  |
| 41      | Portugal         | 22                  | 2                     | 4 June 1992       |
| 41      | Estats Units     | 7                   | 2                     | 14 June 1992      |
| 46      | Austràlia        | 7                   | 1                     | 18 June 1992      |
| 46      | Curaçao          | 4                   | 1                     | 28 March 1963     |
| 46      | Israel           | 7                   | 1                     | 26 April 2000     |
| 46      | Sierra Leone     | 4                   | 1                     | 27 October 2024   |
| 46      | Corea del Sud    | 6                   | 1                     | 4 February 1995   |
| 46      | Turquia          | 8                   | 1                     | 17 October 2007   |
| 46      | Veneçuela        | 6                   | 1                     | 18 October 2006   |

a. Les estadístiques de Russia inclouen les de l'Unió Soviètica abans de 1992
b. Les estadístiques d'Alemanya inclouen les de Alemanya Occidental 1949-1990
c. Les estadístiques de Txèquia inclouen les de Txecoslovàquia abans de 1994
d. Les estadístiques de Irlanda del Nord inclouen les de Irlanda abans de 1953
e. Les estadístiques de Sèrbia inclouen les de Iugoslàvia abans de 1992 i les de Sèrbia i Montenegro 1992-2006
f. Les estadístiques de Curaçao inclouen les de les Antilles Neerlandeses abans de 2011
1. ↑  Russia's statistics include figures for the Soviet Union before 1992.
2. ↑  Germany's statistics include figures for West Germany 1949–1990.
3. ↑  Czech Republic's statistics include figures for Czechoslovakia before 1994.
4. ↑  Northern Ireland's statistics include figures for Ireland before 1953.
5. ↑  Serbia's statistics include figures for Yugoslavia before 1992 and Serbia and Montenegro 1992–2006.
6. ↑  Curaçao's statistics include figures for Netherlands Antilles before 2011.

## UFWC als principals campionats
A causa de la naturalesa de les fases de grups, un equip pot guanyar o retenir la UFWC sense classificar-se per a les fases eliminatòries d'una competició. Si, en canvi, el campió de la UFWC arriba a la fase eliminatòria, aleshores el títol d'aquesta competició quedarà unificat amb la UFWC.

### Global

#### Copa del Món de la FIFA
Cap equip ha defensat mai amb èxit el títol no oficial del campionat del món a través d'una final de la Copa del Món. Els Països Baixos s'han acostat més, mantenint-se invictes tant a les competicions de 1974 com a 2010 fins a la final, on van perdre davant Alemanya Occidental i Espanya, respectivament. Alemanya de l'Oest també va ser derrotada a la final l'any 1986, però el títol va canviar de mans quatre vegades durant el torneig.
El 1950, 1962 i 1994 els titulars de la UFWC van ser eliminats a la fase de grups.

#### Copa FIFA Confederacions
| Any  | Campions a l'inici de la competició | Campions al final de la competició |
| ---- | ----------------------------------- | ---------------------------------- |
| 1992 | Argentina                           | Argentina                          |

### Continental
Els campionats de cadascun dels campionats continentals només apareixen quan es va disputar la UFWC durant el torneig. Els campionats continentals d'Àfrica i Oceania encara no s'han competit per aquest títol.

#### Campionat d'Europa de la UEFA
| Any  | Campions a l'inici de la competició | Campions al final de la competició |
| ---- | ----------------------------------- | ---------------------------------- |
| 1976 | Txecoslovàquia                      | Txecoslovàquia                     |
| 1984 | Iugoslàvia                          | França                             |
| 1996 | Rússia                              | Alemanya                           |
| 2000 | Alemanya                            | França                             |
| 2020 | Itàlia                              | Itàlia                             |

#### Finals de la UEFA Nations League
| Any  | Campions a l'inici de la competició | Campions al final de la competició |
| ---- | ----------------------------------- | ---------------------------------- |
| 2021 | Itàlia                              | França                             |

#### Copa Amèrica
| Year | Campions a l'inici de la competició | Campions al final de la competició |
| ---- | ----------------------------------- | ---------------------------------- |
| 1953 | Brasil                              | Uruguai                            |
| 1955 | Paraguai                            | Argentina                          |
| 1956 | Argentina                           | Brasil                             |
| 1957 | Argentina                           | Perú                               |
| 1959 | Brasil                              | Brasil                             |
| 1959 | Brasil                              | Uruguai                            |
| 1979 | Paraguai                            | Xile                               |
| 1993 | Argentina                           | Argentina                          |
| 2015 | Brasil                              | Xile                               |
| 2016 | Uruguai                             | Xile                               |

#### Copa d'Or CONCACAF
| Any  | Campions a l'inici de la competició | Campions al final de la competició |
| ---- | ----------------------------------- | ---------------------------------- |
| 1963 | Mèxic                               | Costa Rica                         |

#### Copa d'Àsia AFC
| Any  | Campions a l'inici de la competició | Campions al final de la competició |
| ---- | ----------------------------------- | ---------------------------------- |
| 2011 | Japó                                | Japó                               |

## Llibre
El periodista autònom Paul Brown, que va escriure l'article original de FourFourTwo sobre la UFWC i va crear el lloc web de la UFWC, va escriure un llibre sobre el campionat que va ser publicat per Superelastic el 2011. Escrit en anglès, també s'ha traduït al japonès. A 2018 , s'han publicat quatre edicions del llibre, amb els últims desenvolupaments de la UFWC afegits a cadascuna.

## Conceptes semblants
El concepte d'aquest títol no és exclusiu de la UFWC, a continuació es comenten conceptes similars, amb regles diferents i, per tant, llinatges diferents.

### Escicions de la UFWC
La comunitat en línia del lloc web de la UFWC va fer un seguiment de llinatges semblants a la UFWC confinats a cada confederació de la FIFA i a un Campionat del Món de futbol femení no oficial que es podria remuntar al primer internacional femení reconegut per la FIFA el 1971 (una victòria de França per 4-0 sobre els Països Baixos ) o a internacionals anteriors que no ho són reconeguts.

### La batuta de Nasazzi i la batuta de Netto
Un títol virtual similar, Nasazzi 's Baton, traça el "campionat" des dels primers guanyadors de la Copa del Món l'Uruguai, del qual porta el nom del capità. Nasazzi's Baton segueix les mateixes regles que la UFWC, excepte que tracta tots els partits segons el seu resultat després de 90 minuts. Un altre títol virtual, Netto 's Baton, segueix les mateixes regles, però es remunta a la Unió Soviètica dels primers guanyadors del Campionat d'Europa de la UEFA i es limita a les seleccions nacionals membres de la UEFA.

### Campionat del Món Virtual
Un altre títol virtual, el Campionat del Món Virtual, funciona seguint la mateixa línia d'estil de boxa, però només compta els partits dels campionats reconeguts per la FIFA i les seves etapes de classificació. Aquest títol prové dels Jocs Olímpics de 1908 i tracta tots els partits segons el seu resultat després de 90 minuts. Les competicions olímpiques des de 1936 no es consideren, ja que els equips internacionals complets van deixar de participar després d'aquest torneig.

### Campionat del món lliura per lliura
Una altra competició semblant, el Campionat Mundial de Lliura per Lliura (PPWC), va ser creada per la revista escocesa de futbol The Away End. Aquest títol només reconeix els partits competitius, tot i que reconeix molts tornejos no oficials que la FIFA considera amistosos. Igual que amb la UFWC, la pròrroga i els penals es tenen en compte per definir el guanyador d'un partit. Només compta els partits des de la primera Copa del Món de la FIFA l'any 1930 i afirma que, independentment de qui tingui el títol de campió del món lliura per lliura, ha de renunciar a la corona a l'inici de cada final de la Copa del Món. Al final del torneig, els guanyadors de la Copa del Món són coronats com els nous Campions del Món de Lliura per Lliura. Per tant, el torneig es "reinicia" cada quatre anys.